# レベッカ・ミラー
デイ=ルイス卿夫人レベッカ・ミラー（Rebecca Miller, Lady Day-Lewis、1962年9月15日 - ）は、アメリカ合衆国の映画監督、脚本家、女優。

## 人生・経歴
コネチカット州ロクスベリーに生まれた。父は劇作家のアーサー・ミラー、母はオーストリアの写真家インゲ・モラス。 彼女にはダニエル（1966年生まれ）というダウン症の弟がいたが、生まれてすぐ施設に入院した。
1980年、イェール大学に入学し、絵画と文学を専攻。1985年の卒業と共に、勉強し、奨学金を得て、西ドイツのミュンヘンで過ごす。1987年に帰国し、ニューヨークに居を構え、ニュースクール大学で映画を専攻。
1988年1月よりブルックリン・アカデミー・オブ・ミュージックで上演を始めたピーター・ブルック演出《桜の園》のアーニャという大役を得て舞台デビュー。世界ツアー（日本は1989年4月銀座セゾン劇場）の前に、ジャック・レモン主演『メアリー・フェイガン殺人事件』（1988年／VHS題「七十年目の審判」)と俳優クラウス・マリア・ブランダウアーが監督した『ヒットラーを狙え!/独裁者 運命の７分間』（1989年／VHS発売）というテレビ映画に出演した。
巡演を終えて出演したのはオフ・ブロードウェイの名門マンハッタン・シアター・クラブがリチャード・グリーンバーグに委託した新作舞台《アメリカン・プラン》(1990年1月、32回の限定公演)のヒロイン、リリ役で、これでテイト・ドノヴァン、エリック・ストルツらと共演した。次シーズン12月の再演が決まるほどの評判となったが、終演後に映画界に進出。『心の旅』（1991年） 、『隣人』（1992年）などで役を得た。
1995年に、彼女はカメラの後ろに立って、最初の脚本兼監督作品『アンジェラ』を製作した。映画の評判は大変良いものとなったが、あまり観客の関心を集めることができなかった。 しかし彼女はその後、2002年の『パーソナル・ヴェロシティ』で、 明らかにそれまでよりも成功することができた。この作品は、前年に彼女が出版したショートストーリーの作品集を映画化したもので、 サンダンス映画祭審査委員大賞受賞を含むインデペンデント映画のいくつかの賞を受賞し、映画監督として成功した。彼女は、『2003 book Woman Who...』で作家に登録され、2005年の映画 『ザ・バラッド・オブ・ジャック・アンド・ローズ』では、監督として登録されるようになった。2009年に製作されたロビン・ライト・ペン主演『50歳の恋愛白書』は題名は彼女の小説から採っている。
夫は俳優のダニエル・デイ＝ルイスである。レベッカが彼に最初に会ったのは、父アーサー・ミラーの戯曲『るつぼ』の映画化『クルーシブル』(1996年)の準備の時であった。レベッカとデイ＝ルイスはその映画公開2週間前の1996年11月13日に結婚し、その後はロナン（1998年 - ）とカシュエル（2002年 - ）の2人の息子が生まれている。 

## フィルモグラフィ

### 映画
- 『心の旅』Regarding Henry (1991年／マイク・ニコルズ監督) - リンダ 役
- 『ウインズ』Wind (1992年／キャロル・バラード（英語版）監督) - アビゲイル・ウェルド 役
- 『隣人』Consenting Adults (1992年／アラン・J・パクラ監督) - ケイ・オーティス役
- 『フライング・ピクルス（英語版）』The Pickle (1993年／ポール・マザースキー監督／DVDスルー) - キャリー 役
- 『ミセス・パーカー/ジャズエイジの華』Mrs. Parker and the Vicious Circle (1994年／アラン・ルドルフ監督) - ニーサ・マクマイン（英語版） 役
- 『めぐり逢い』Love Affair (1994年／グレン・ゴードン・キャロン（英語版）監督)
- 『アンジェラ（英語版）』Angela (1995年) - 監督・脚本 ※特殊上映のみ
- Personal Velocity: Three Portraits (2002年) - 監督・脚本
- The Ballad of Jack and Rose (2005年) - 監督・脚本
- 『プルーフ・オブ・マイ・ライフ』Proof (2005年／ジョン・マッデン監督) - 脚本
- 『50歳の恋愛白書』The Private Lives of Pippa Lee (2009年) - 監督・脚本・原作
- 『マギーズ・プラン 幸せのあとしまつ』 Maggie's Plan (2015年) - 監督・脚本・製作[1]
- 『サタデーナイト・チャーチ -夢を歌う場所-』 Saturday Church (2017年／デイモン・カーダシス監督） - 製作
- 『マイヤーウィッツ家の人々 (改訂版)』 The Meyerowitz Stories (New and Selected)  (2017年／ノア・バームバック監督) - ロレッタ・シャピロ 役

### テレビ映画
- 『メアリー・フェイガン殺人事件（英語版）』The Murder of Mary Phagan (1988年／ウィリアム・ヘイル（英語版）／VHS題「七十年目の審判」) - ルシール・フランク 役
- 『ヒットラーを狙え!/独裁者 運命の7分間（ドイツ語版）』Georg Elser – Einer aus Deutschland/Seven Minutes (1989年／クラウス・マリア・ブランダウアー監督／VHS発売) - アンネリーゼ 役
- The American Clock（1993年／ボブ・クラーク監督／原作戯曲：アーサー・ミラー作《アメリカの時計（英語版）》) - エディ 役